# Parafia Wniebowzięcia Najświętszej Maryi Panny w Konstancinie-Jeziornie
Parafia Wniebowzięcia Najświętszej Maryi Panny w Konstancinie-Jeziornie – parafia rzymskokatolicka znajdująca się w dekanacie konstancińskim, archidiecezji warszawskiej, metropolii warszawskiej Kościoła katolickiego, w Konstancinie-Jeziornie. Obsługiwana przez księży diecezjalnych.

## Historia
Parafia została erygowana w 1976.

### Kościół parafialny
Obecny kościół parafialny pochodzi z 1911; wybudowany według projektu Józefa Piusa Dziekońskiego w stylu neogotyckim.

## Proboszczowie parafii
- śp. ks. kan. Bogdan Jaworek (1976–1992)
- ks. kan. dr. Jan Tondera (1992–2022)
- ks. Radosław Wasiński (2022–nadal)